# Леви, Василий Филиппович
 Василий (Вильгельм) Филиппович Леви (швед. Vasali Levi; 17 [29] сентября 1878, Санкт-Петербург — 13 февраля 1953, Стокгольм) — юрист, адвокат, коллекционер, а также художник — писал преимущественно академические пейзажи и впоследствии лирические натюрморты.

## Биография
Родился в  еврейской  семье ветеринарного врача Филиппа Давидовича Леви (1848—?), выпускника Императорской медико-хирургической академии, и его жены Анны Яковлевны. Отец служил в придворном конюшенном ведомстве, участник русско-турецкой войны 1877—1978 годов, сотрудник страхового общества «Россия», соавтор книги  «Домашний скотолечебник» (СПб, 1873 и 1877). Дед — Давид Матвеевич Леви (1776—1855) — служил доктором приказа общественного призрения в Риге, был награждён орденами Святого Станислава 2-й степени, Святого Владимира 4-й степени и Святой Анны 3-й степени.
Детские годы провёл в Риге (куда семья переехала после отставки отца в 1881 году), учился в Александровской гимназии. Окончил 1-ю Харьковскую гимназию (1899) и юридический факультет Харьковского университета.
С 20 декабря 1911 года служил присяжным поверенным и присяжным стряпчим в Санкт-Петербургском округе. Перед браком принял лютеранство.
В 1916 году, оставив адвокатуру, он переселился в Териоки, построил там дом (Тойвола-4-144) и решил посвятить себя искусству. В 1918 году по совету И. И. Бродского показал свои работы И. Е. Репину и получил его одобрение. Через некоторое время он стал доверенным лицом Репина: в течение 1919—1930 годов им были устроены более 50 выставок Репина в Хельсинки, Праге, Гааге, Гамбурге, Ницце, Каннах и других европейских городах.
В 1930—1939 годы жил в Париже. В 1930 году участвовал в Выставке живописи русских мастеров в Амстердаме, в 1931 году стал одним из устроителей и участником выставки русских художников в галерее d’Alignan.
В 1939 году он поселился в Стокгольме и продолжал заниматься живописью.
В 1945 году им были переданы Государственному литературному музею в Москве 160 писем Репина к нему.
Творчество В. Ф. Леви представлено в парижском Люксембургском музее, национальной галерее в Праге, Пражской галерее Градчаны, шведских музеях Гевлеборга, Треллеборга и Хельсингланда.

## Семья
- Жена — Беатриса Леви (в девичестве Беатрис-Евгения Фёдоровна Кондратьева, 1889—1980), из семьи купца Фёдора (Теодора) Викентьевича Кондратьева, лютеранского вероисповедания[4]; известен её портрет работы И. Е. Репина (1918).
  - Дочь — художница Наталья Леви (род. 1914).
- Брат — Максимиллиан (Максим) Филиппович Леви (1875—?), врач-гинеколог, гигиенист, организатор здравоохранения.